# Томислав Јовановић (лекар)
Томислав Јовановић (Братишевац, 7. октобар 1948) српски је лекар.

## Биографија
Постдипломске студије из области Ултразвук у клиничкој медицини уписује на Медицинском факултету у Загребу и завитни испит полаже 1990. Због насталих политичких догађаја и рата на просторима бивше Југославије постдипломско усавршавање наставља на Медицинском факултету у Новом Саду где марта 1993. брани магистарски рад под називом „Значај ултрасонографије у детекцији ендемске нефропатије". На истом факултету уписује субспецијалистичке студије из области Гастроентерологија и хепатологија и завршни испит полаже јуна 1992. На Медицинском факултету у Београду 1993. године пријављјује докторску тезу под насловом „Мамографска и ултразвучна дијагностика цистичне болести дојке" и успешно је брани јуна 1995. године.
По повратку са постдипломских студија у Загребу и Новом Саду 1993. године осавремењава дијагностику дојке и почиње са ултразвучним прегледом овог органа користећи сонду 5 MHz и Кетецко гел на ултразвучном апарату АТЛ МК 600.
Један од начелника Службе радиологије др Томислав Јовановић рођен је 7. октобра 1948. године у селу Братишевцу општина Бабушница. Основну школу завршио је у месту рођења, гимназију у Лесковцу, а Медицински факултет 1973 године у Нишу. Најпре је радио као лекар опште медицине у Дому здравља у Лебану, а потом као лекар у Служби медицине рада у Лесковцу. Специјализацију из радиологије завршио је 1982. у Нишу, а затим и ради као специјалиста радиолог у Болници у Лесковцу. Од маја 1992. до септембра 1996. године био је начелник Радиолошке службе у Лесковцу. Исте године прелази на Клинику за Радиологију и онкологију КБЦ Приштина. На Медицинском факултету у Приштини изабран је марта 1997. године за доцента радиологије и истовремено за начелника Службе за гастроентеролошку радиологију на Радиолошкој клиници.